# ISO 11446

Belegungsplan und Farbzuordnung, Buchse von Steckseite gesehen/Stecker von Schraubenseite

Die Internationale Organisation für Normung beschreibt in der Norm ISO 11446 die technischen Spezifikation für 13-polige Steckverbinder für Anhängersteckdosen. Die ISO 11446 besteht aus zwei Teilen, Teil 1 beschäftigt sich mit Steckern für „reine“ Straßenfahrzeuge, Teil 2 mit Steckern für watfähige (geländegängige) Fahrzeuge.
Entwickelt wurde das Stecksystem nach ISO 11446 von der Fa. Jaeger in den 1980er Jahren, eingeführt im Jahre 1983 noch unter DIN 72570 und wird daher auch System Jaeger genannt. Davon abzugrenzen sind 7-polige Stecker nach ISO 1724 und ISO 3732.
Das parallel existierende System Multicon WeSt, eingeführt 1997 nach der niederländischen Norm NEN 6120, ergänzt die 7-polige Steckdose nach ISO 1724 um sechs weitere Rundkontakte für Rückfahrlicht und Bordspannung. Die ursprüngliche Variante Multicon oder Multicon Feder, ausgestattet mit Flachkontakten, ist in Deutschland nahezu unbekannt.

## Anschlüsse
Die Stecker sind nach einer vordefinierten Nummerierung anzuschließen. Die Ziffern sind neben den Kontakten in einem runden Stecker erhaben oder geprägt angebracht. Die Nummern definieren die Funktion der angeschlossenen Leitung. Die Leitungsfarben sind informativ und nicht genormt, sie sind nach Möglichkeit einzuhalten. Zur Erlangung einer aktuellen, StVO-konformen Beleuchtungsanlage nach der ECE Regelung 48 (30. Januar 2011) genügen die Leitungen 1 bis 8.
Die übrigen Kontakte sind für elektrische Komfort-Ausstattungen hauptsächlich in Wohnwagen oder Verkaufsanhängern vorgesehen. Die wenigsten Neufahrzeuge beinhalten die Erweiterungen ab Werk, diese müssen ausdrücklich mitbestellt werden. Nachrüst-Elektrosätze für Anhängerkupplungen sind üblicherweise vorverkabelt, jedoch fehlen die Erweiterungssätze zum finalen Anschluss. Auch diese müssen bei Auftragsvergabe ausdrücklich mitbestellt werden.
Die Masseleitungen von Zusatzversorgung (Kontakte Nr. 11 und 13) und Beleuchtung (Kontakt 3) dürfen anhängerseitig nicht miteinander verbunden sein. Grund sind oft die unterschiedlichen Leiterquerschnitte und besonders Leitungslängen der zugehörigen Stromkreise. Bei Belastung führt das wegen des unvermeidlichen Spannungsfalls auch auf Masseleitungen zu so genannten Masseverschleppungen. Darunter ist zu verstehen, das dann eine dünnere, kürzere Masseleitung den hohen Strom des dafür nicht vorgesehenen Stromkreises überträgt. Folge können Schmorschäden bis hin zum Brand sein.

## Ausführungen

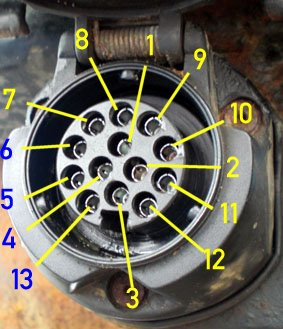
Kontaktbelegung einer geöffneten Anhängersteckdose

Die ISO 11446 lässt keinen Raum, die Kontakte anders zu belegen. Durch anders belegte Kontakte können unter Umständen Teile der Elektrik sowohl im Zugfahrzeug als auch im Anhänger irreparabel geschädigt werden.

### Bis 2003
Die ursprüngliche Fassung spiegelt den technischen Stand der späten 1980er Jahre wider. Anhängerelektroniken waren sehr selten ausgeführt, im Wesentlichen herrschten einfache, universelle Anhängerelektriken mit auszutauschenden Blinkrelais mit der zusätzlichen, so genannten C2-Blinker-Kontrollleuchte im Armaturenbrett vor. Diese leuchtete mit angeschlossenen und intakten Anhängerblinker synchron zum Blinktakt mit.
Bis einschließlich 2003 war die Komfortelektrik (Dauerplus und geschaltetes Plus) definitionsgemäß über nur einen gemeinsamen Massekontakt geführt. Beide Plus-Kontakte können jeweils eine elektrische Stromstärke bis zu 20 Ampere führen, so dass die gemeinsame Masseleitung bei nicht fachgerechter Ausführung bis zu 40 Ampere übertragen hat. Folge der nicht unerheblichen Überlastung waren nicht selten Kontaktverschmorungen bis hin zum unbrauchbarwerden des einzigen Massekontakts nebst Leitung.
Bei fachgerechter Verkabelung, Verwendung einer gemeinsamen 20 Ampere Sicherung für Pin 9 und 10 und Schalten von Pin 10 über ein Relais bestand hier keine Gefahr einer Überlastung.
Zu beachten ist bei den Stromangaben, dass sich diese auf die Nennwerte der Hersteller beziehen und nicht Bestandteil der Norm sind.
Der Kontakt Nr. 12 wurde als „Anhängererkennung“ in Form einer vom Anhänger rückgeführten Masseleitung vorgesehen, die allerdings nur selten seitens der Zugfahrzeugelektrik zu diesem Zweck herangezogen wurde. Zudem sind praktisch keine der 13-auf-7-Pol-Adapter damit ausgerüstet, was den Nutzen konterkarierte.
Diese methodischen Unzulänglichkeiten führten zu einer Überarbeitung der Kontaktbelegung für die Komfortelektrik, welche in der Norm seit 2004 berücksichtigt wurden und bis auf die selten ausgewertete Anhängererkennung kompatibel zur ursprünglichen Ausführung ist.

### Seit 2004
Mit der 2004 eingeführten separaten Masse am bisher freien Kontakt Nr. 11 für die Ladeleitung (Nr. 10) wurde die Überlastungsmöglichkeit des bisher gemeinsamen Massekontaktes Nr. 13 vermindert. Gleichwohl kann eine nicht angepasste Anhängerverkabelung diese zusätzliche Leitung nicht nutzen. Es empfiehlt sich zugfahrzeugseitig daher die separate Absicherung der Masseleitung an Kontakt Nr. 13 mit einer Sicherung mit 20 Ampere Auslösestrom.
Die Belegung des Kontakt Nr. 12 der bisherigen „Anhängererkennung“ ist im Rahmen der fehlenden Akzeptanz als auch der technischen Weiterentwicklung seither unbelegt und als Reserve für zukünftige Erweiterungen vorgesehen. Die optionale Funktion „Anhängererkennung“ wird seitdem zugfahrzeugseitig oft durch so genannte Anhängerelektroniken erreicht. Diese bieten zusätzlich die gesetzlich vorgeschriebene Blinkerüberwachung, so dass weder das Blinkrelais ausgetauscht, noch eine zusätzliche C2-Blinkerüberwachung in das Armaturenbrett installiert werden muss. Nicht selten wird darüber hinaus permanent der Zustand der Anhängerstromkreise geprüft, indem in Intervallen ein kurzer Stromimpuls auf die Leitung gegeben wird. Ein intakter Stromkreis dämpft die Spannung definiert und dient als Auswertesignal, das auch digitalisiert per CAN-Bus an die Zugfahrzeugelektronik übertragen werden kann.

## Belegungstabelle
| Anschluss Nr. | Farbe der Isolation (informativ) | empfohlener Leiterquerschnitt [mm²] | Klemmenbezeichnung nach DIN 72552 | Belegung seit 2004 | Belegung vor 2004 |
| 1             | gelb                             | ≥ 1                                 | L                                 | Blinker links | Blinker links |
| 2             | blau                             | ≥ 1                                 | 54g oder NS                       | Nebelschlussleuchte | Nebelschlussleuchte |
| 3             | weiß                             | ≥ 1,5                               | 31                                | Masse für Kontakte 1 bis 8 | Masse für Kontakte 1 bis 8 |
| 4             | grün                             | ≥ 1                                 | R                                 | Blinker rechts | Blinker rechts |
| 5             | braun                            | ≥ 1                                 | 58R                               | Schlussleuchte, Umrissleuchte, Kennzeichenbeleuchtung rechts | Schlussleuchte, Umrissleuchte, Kennzeichenbeleuchtung rechts |
| 6             | rot                              | ≥ 1                                 | 54                                | Bremslicht | Bremslicht |
| 7             | schwarz                          | ≥ 1                                 | 58L                               | Schlussleuchte, Umrissleuchte, Kennzeichenbeleuchtung links | Schlussleuchte, Umrissleuchte, Kennzeichenbeleuchtung links |
| 8             | rosa                             | ≥ 1                                 | RF oder ZR                        | Rückfahrleuchte | Rückfahrleuchte |
| 9             | orange                           | ≥ 2,5                               | 30L                               | Stromversorgung (Dauerplus) | Stromversorgung (Dauerplus) |
| 10            | dunkelgrau                       | ≥ 2,5                               | 30g oder 15 oder 61               | Zündschalter- oder Lichtmaschinengesteuerte (D+ = Dynamo Plus) Stromversorgungsleitung. Entweder für Kühlschrank oder als so genannte Ladeleitung einer Anhänger-Batterie | Zündschalter- oder Lichtmaschinengesteuerte (D+ = Dynamo Plus) Stromversorgungsleitung. Entweder für Kühlschrank oder als so genannte Ladeleitung einer Anhänger-Batterie |
| 11            | weiß-schwarz                     | ≥ 2,5                               | 31                                | Masse nur für Kontakt 10 | frei für zukünftige Erweiterung |
| 12            | hellgrau                         |                                     |                                   | „reserviert für zukünftige Anwendungen“ | Masseschleife als Kodierung für gekuppelten Anhänger, Verbindung von Kontakt 3 (Masse) mit 12 am Anhänger,                                                                |
| 13            | weiß-rot                         | ≥ 2,5                               | 31                                | Masse nur für Kontakt 9 | Masse für Kontakt 9 und 10 |

Die zur Zeit gültige Ausgabe der Norm hat das Ausgabedatum 2012. Eine frühere Ausgabe war aus dem Jahr 2004. Eine aktuell gültige, nationale Übernahme als DIN-Norm liegt nicht vor, die frühere DIN 72570 hat den Status „zurückgezogen“.